# Copa América 2003 (regata)
La Copa América 2003 fue la edición número 31 de la Copa América de Vela, y se disputó en Auckland (Nueva Zelanda). El vencedor de la misma fue la Sociedad Náutica de Ginebra (Suiza), con su yate Alinghi, del equipo Alinghi, patroneado por Russell Coutts. El club defensor, el Real Escuadrón de Yates de Nueva Zelanda, con el yate Team New Zealand de su equipo Team New Zealand, patroneado por Dean Barker, cayó derrotado por 5 a 0.
Por primera vez en la historia, un club de fuera de los Estados Unidos ponía la copa en juego después de haberla defendido satisfactoriamente una vez. El Team New Zealand, representando al Real Escuadrón de Yates de Nueva Zelanda iba a intentar seguir haciendo historia, ganando por tercera vez consecutiva la copa de las 100 guineas. Sin embargo en sus planes se interpondría el que, sorprendentemente, iba a ser el encargado de devolver la copa a su continente de origen, Europa.
En la edición de 2003 no hubo representante de Australia (en 1983 aportaron a la Copa la primera derrota de los Estados Unidos), algo chocante después de cuatro décadas. Por su parte, los británicos desembarcaron otra vez; Suiza sorprendió, al tiempo que ingresaba parte de su presupuesto con la publicidad que generaba su multimillonario equipo (en primavera de 2000 fichó al patrón que capitaneaba Nueva Zelanda en la 30.ª edición); Francia, como pudo verse al principio, sólo aportaba un número más en los barcos; y España, resentida de sus problemas en la edición anterior, no fue capaz de presentar un cuarto equipo tras tres participaciones consecutivas. Italia, cumplió parcialmente las expectativas, dando espectáculo, pero llegando esta vez solo a semifinales. Los Estados Unidos no pudieron competir por la victoria final, al perder contra los suizos. La incertidumbre de Nueva Zelanda quedó despejada con la contundencia en regata del equipo suizo y la fragilidad del barco kiwi.
Durante la competición se perdieron un total de 31 días de regata, a causa de excesivo o insuficiente viento para competir, lo que supuso 1 de cada 2 días, desde que empezaron las regatas en octubre de 2002. Esta cifra duplicaba el número de días no hábiles con respecto a la edición del 2000. Esto supuso que durante esta edición de la Copa hubo casi el doble de cancelaciones que de días de regata.

## Defender Selection Series
No hubo Defender Selection Series, ya que Team New Zealand fue el único equipo que contempló el Real Escuadrón de Yates de Nueva Zelanda como representante.
| Equipo                      | Club                                     | Nación        | Yates |
| --------------------------- | ---------------------------------------- | ------------- | --- |
| Team New Zealand (defensor) | Real Escuadrón de Yates de Nueva Zelanda | Nueva Zelanda | Team New Zealand (NZL 57), Team New Zealand (NZL 60), Team New Zealand (NZL 81) y Team New Zealand (NZL 82) |

### Team New Zealand
Único representante de Nueva Zelanda. Era el defensor del aguamanil de plata, pero después del éxito del 2000 había sufrido una gran cantidad de bajas en sus filas. Aún contaba con elementos de gran calidad como el caña Dean Barker. 
- Barcos: NZL 57, NZL 60, NZL 81 y NZL 82.

## Challenger Selection Series (Copa Louis Vuitton)
Para esta edición, el formato del torneo entre los desafiantes, del cual saldría el retador al Team New Zealand fue el siguiente:
Round Robin 1: Cada barco compite una vez contra cada uno de los otros, ocho regatas en total. 1 al 10 de octubre 
Round Robin 2: Cada barco compite de nuevo contra cada uno de los otros, ocho regatas en total. 22 al 31 de octubre.
Cuartos de final: Ocho barcos in dos series (4 mejores contra 4 peores) enfrentándose al mejor de 7 regatas. 12 al 19 de noviembre.
Repesca de cuartos: Los perdedores de los 4 mejores 4 se compiten contra los ganadores de los 4 peores en series al mejor de 7 regatas. 23 al 30 de noviembre.
Semifinales: Cuatro barcos en dos series (2 mejores y 2 peores) enfrentándose al mejor de 7 regatas. 12 al 16 de diciembre.
Repesca de semifinales: El perdedor de los mejores contra el ganador de los peores, en una serie al mejor de 7 regatas. 20 al 28 de diciembre.
Final: Los dos mejores desafíos se compiten entre sí en una serie al mejor de 9 regatas. El ganador será el que competirá, después de 4 meses de regatas, en la Copa América. 1 al 21 de enero.

### Participantes
| Equipo                     | Club                                    | Nación         | Yates                                              |
| -------------------------- | --------------------------------------- | -------------- | -------------------------------------------------- |
| Alinghi America's Cup 2003 | Société Nautique de Genève              | Suiza          | Alinghi (SUI 64), Alinghi (SUI 75)                 |
| Le Défi Areva              | Union Nationale pour la Course au Large | Francia        | Le Défi Areva (FRA 69), Le Défi Areva (FRA 79)     |
| GBR Challenge              | Royal Ocean Racing Club                 | Reino Unido    | Wight Lightning (GBR 70), Wight Magic (GBR 78)     |
| Prada Challenge            | Yacht Club Punta Ala                    | Italia         | Luna Rossa (ITA 74), Luna Rossa (ITA 80)           |
| Mascalzone Latino          | Reale Yacht Club Canottieri Savoia      | Italia         | Mascalzone Latino (ITA 72)                         |
| Victory Challenge          | Gamla Stans Yacht Sällskap              | Suecia         | Örn (SWE 63), Orm (SWE 73)                         |
| Oracle BMW Racing          | Golden Gate Yacht Club                  | Estados Unidos | Oracle BMW (USA 71), Oracle BMW (USA 76)           |
| OneWorld Challenge         | Seattle Yacht Club                      | Estados Unidos | OneWorld (USA 65), OneWorld (USA 67)               |
| Team Dennis Conner         | New York Yacht Club                     | Estados Unidos | Stars & Stripes (USA 66), Stars & Stripes (USA 77) |

#### Alinghi America's Cup 2003
Primera participación en el torneo del equipo que Ernesto Bertarelli había montado a golpe de talonario, presentando un presupuesto de 60 millones de $. El caña Russell Coutts, vencedor de las 3 ediciones anteriores, se había pasado junto con la parte principal de su tripulación al nuevo equipo justo después de vencer la edición del 2000 con el TNZ. Mostró una gran solidez a lo largo de toda la competición, derrotando en la final de la Copa Louis Vuitton al Oracle Challenge.
- Barcos: SUI 59, SUI 64 y SUI 75.

#### Le Défi Areva
Equipo francés experimentado con varias participaciones en ediciones anteriores. Representa a la U.N. Course Au Large. El jefe del sindicato es Xavier De Lesquen y cuenta con un presupuesto de 24 millones de euros; el equipo está formado por 90 personas.
A la caña está Pierre Mas, y como tripulantes destacados Luc Pillot, Philippe Presti y Seb Destremeau.
- Barcos: FRA 32, FRA 46, FRA 69 y FRA 79.

#### Prada Challenge
Heredero de la tradición Italiana en la Copa, había ganado la edición 2000 de la Copa Louis Vuitton. Con un presupuesto de 55 millones de $, estaba dirigido por Patrizio Bertelli y patroneado por Francesco de Angelis.
- Barcos: ITA 45, ITA 48, ITA 74 y ITA 80.

#### Mascalzone Latino
De Italia, representando al Reale Yacht Club Canottieri Savoia, con un presupuesto de 34 millones de $, el armador era Vincenzo Onorato, y el patrón Luca Devoti.
- Barcos: ITA 47, ITA 55 y ITA 72.

#### Victory Challenge
De Suecia, representando al Gamia Stans Yacht Sällskap. Su armador era Hugo Stenbeck, hijo del fundador del sindicato, Jan Stenbeck, fallecido el 20 de agosto de 2002. Contó con un presupuesto de 45 millones de euros, y el equipo estuvo formado por 70 personas. El caña fue Mats Johansson. Otros tripulantes: Magnus Holmberg, Jesper Bank. Diseñador: German Frers Jr.
Barcos: SWE 38, SWE 63 y SWE 73.

#### Oracle BMW Racing
De Estados Unidos, representando al Golden Gate Yacht Club. Su armador era Larry Ellison, que ha hecho su fortuna con la base de datos Oracle. Se presentó con un presupuesto de 95 millones de $, y el equipo se inició comprando los barcos y equipamiento utilizados por el sindicato americano AmericaOne de Paul Cayardque que perdió la final de la Copa Louis Vuitton del 2000 contra el Luna Rossa. Los inicios del proyecto vieron cambios en la posición de patrón, pasando por Cayard y Chris Dickson, antes de caer en las manos de Peter Holmberg definitivamente. Además de esto, cambiaron de club, al negar el St. Francis Yacht Club las exigencias que Ellison requería, por lo que presentaron el desafío en nombre del Golden Gate Yacht Club.
- Barcos: USA 49, USA 50, USA 54, USA 61, USA 71 y USA 76.

#### OneWorld Challenge
De Estados Unidos, representando al Seattle Yacht Club. El jefe del sindicato fue Craig Mccaw, y contó con un presupuesto de 40 millones de $. Su equipo estuvo formado por 85 personas, dirigido en el mar por Peter Gilmour y James Spithill. El diseñador de los barcos USA-65 y USA-67 fue Laurie Davidson, y utilizó el barco USA-51 que había servido al "America True" en la edición del 2000.
- Barcos: USA 51, USA 55, USA 65 y USA 67.

#### Team Dennis Conner
De Estados Unidos, representando al club que más veces ha vencido en Copa América, el New York Yacht Club. Con un presupuesto de 40 millones de $, estuvo dirigido por el mítico Dennis Conner y patroneado por Ken Read.

### Round Robin 2: 22 de octubre al 4 de noviembre
Panel de resultados del segundo round-robin
| Desafiante          | Barco  | SUI 64 | FRA 69 | GBR 70 | ITA 74 | ITA 72 | SWE 73 | USA 76 | USA 67 | USA 66 |
| ------------------- | ------ | ------ | ------ | ------ | ------ | ------ | ------ | ------ | ------ | ------ |
| Alinghi             | SUI 64 |        | 1      | 1      | 0      | 1      | 1      | 0      | 1      | 1      |
| LeDefi Areva        | FRA 69 | 0      |        | 0      | 0      | 1      | 0      | 0      | 1      | 0      |
| GBR Challenge       | GBR 70 | 0      | 1      |        | 0      | 1      | 0      | 0      | 0      | 1      |
| Prada Challenge     | ITA 74 | 1      | 1      | 1      |        | 1      | 1      | 1      | 0      | 1      |
| Mascalzone-Latino   | ITA 72 | 0      | 0      | 0      | 0      |        | 0      | 0      | 0      | 0      |
| Victory-Challenge   | SWE 73 | 0      | 1      | 1      | 0      | 1      |        | 0      | 0      | 1      |
| Oracle Challenge    | USA 76 | 1      | 1      | 1      | 0      | 1      | 1      |        | 1      | 1      |
| One World Challenge | USA 67 | 0      | 0      | 1      | 1      | 1      | 1      | 0      |        | 1      |
| Stars & Stripes     | USA 66 | 0      | 1      | 0      | 0      | 1      | 0      | 0      | 0      |        |

Resultados después de los dos primeros round-robin
| Equipo             | Regatas | RR2  | RR1  | Puntos | Puesto |
| Alinghi            | 16      | 6: 2 | 7: 1 | 13     | 1      |
| Oracle BMW Racing  | 16      | 7: 1 | 5: 3 | 12     | 2      |
| OneWorld Challenge | 16      | 5: 3 | 8: 0 | 12 (1) | 3      |
| Prada Challenge    | 16      | 7: 1 | 4: 4 | 11     | 4      |
| Victory Challenge  | 16      | 4: 4 | 3: 5 | 7      | 5      |
| GBR Challenge      | 16      | 3: 5 | 4: 4 | 7      | 6      |
| Team Dennis Conner | 16      | 2: 6 | 4: 4 | 6      | 7      |
| Le Défi Areva      | 16      | 2: 6 | 0: 8 | 2      | 8      |
| Mascalzone Latino  | 16      | 0: 8 | 1: 7 | 1      | 9      |
| ------------------ | ------- | ---- | ---- | ------ | ------ |

(1) OneWorld Challenge -1 Punto al final del Round-Robin 2.

### Cuartos de final
| LVC Cuartos        | R1   | R2   | R3   | R4   | R5   | R6 | R7 | Puntos |   |
| ------------------ | ---- | ---- | ---- | ---- | ---- | -- | -- | ------ | - |
| Alinghi            | 1    | 1    | 1    | 1    |      |    |    | 4      | A |
| Prada Challenge    | 1:18 | 0:08 | 0:08 | NC   |      |    |    | 0      | A |
|                    |      |      |      |      |      |    |    |        |   |
| Oracle BMW Racing  | 1    | 1    | 1    | 1    |      |    |    | 4      | B |
| OneWorld Challenge | 0:12 | 0:17 | 0:19 | 0:33 |      |    |    | 0      | B |
|                    |      |      |      |      |      |    |    |        |   |
| Victory Challenge  | 1    | 1    | 1    | 0:34 | 1    |    |    | 4      | C |
| Le Défi Areva      | 2:03 | 1:10 | 1:12 | 1    | 2:34 |    |    | 1      | C |
|                    |      |      |      |      |      |    |    |        |   |
| GBR Challenge      | 1    | 1:17 | 2:10 | 0:34 | 1:42 |    |    | 1      | D |
| Team Dennis Conner | 1:00 | 1    | 1    | 1    | 1    |    |    | 4      | D |

#### Repesca de cuartos
| LVC R.Cuartos          | R1   | R2   | R3   | R4   | R5 | R6 | R7 | Puntos |   |
| ---------------------- | ---- | ---- | ---- | ---- | -- | -- | -- | ------ | - |
| Prada Challenge        | 1    | 1    | 1    | 1    |    |    |    | 4      | E |
| Victory Challenge      | 1:31 | 1:23 | 0:51 | 1:37 |    |    |    | 0      | E |
|                        |      |      |      |      |    |    |    |        |   |
| OneWorld Challenge (1) | 1    | 1    | 1    | 1    |    |    |    | 4      | F |
| Team Dennis Conner     | 1:16 | 1:50 | 1:02 | 1:00 |    |    |    | 0      | F |

### Semifinales
| LVC Semifinales    | R1   | R2   | R3   | R4   | R5   | R6    | R7 | Puntos |   |
| ------------------ | ---- | ---- | ---- | ---- | ---- | ----- | -- | ------ | - |
| Alinghi            | 1    | 1    | 1    | 1    |      |       |    | 4      | G |
| Oracle BMW Racing  | 1:11 | 0:29 | 0:46 | 0:48 |      |       |    | 0      | G |
|                    |      |      |      |      |      |       |    |        |   |
| Prada Challenge    | 0:47 | 1    | 0:33 | 0:58 | 2:32 | 1     |    | 2      | H |
| OneWorld Challenge | 1    | 0:20 | 1    | 1    | 1    | 17:46 |    | 3      | H |

(1) OneWorld Challenge -1 Punto de penalización 

#### Repesca de semis
| LVC R.Semifinales  | R1   | R2   | R3   | R4   | R5 | R6 | R7 | Puntos |   |
| ------------------ | ---- | ---- | ---- | ---- | -- | -- | -- | ------ | - |
| Oracle BMW Racing  | 1    | 1    | 1    | 1    |    |    |    | 4      | I |
| OneWorld Challenge | 4:08 | 0:03 | 0:55 | 1:04 |    |    |    | 0 (-1) | I |

### Final de la Copa Louis Vuitton 2003
| LVC Final         | R1   | R2   | R3   | R4   | R5   | R6   | R7 | R8 | R9 | Puntos |
| ----------------- | ---- | ---- | ---- | ---- | ---- | ---- | -- | -- | -- | ------ |
| Alinghi           | 1    | 1    | 1    | 2:13 | 1    | 1    |    |    |    | 5      |
| Oracle BMW Racing | 1:24 | 0:40 | 1:01 | 1    | 0:13 | 2:34 |    |    |    | 1      |

## Copa América
El Alinghi conquistó la Copa América en su primer intento, en la quinta regata celebrada el día 1 de marzo, imponiéndose por un contundente 5 a 0, al mejor de nueve regatas.
La Copa volvía al Viejo Continente 151 años después de la regata alrededor de la isla de Wight.
| Fecha                 | Vencedor | Perdedor         | Marcador | Delta    |
| --------------------- | -------- | ---------------- | -------- | -------- |
| 15 de febrero de 2003 | Alinghi  | Team New Zealand | 1-0      | retirado |
| 22 de febrero de 2003 | Alinghi  | Team New Zealand | 2-0      | 0:07     |
| 26 de febrero de 2003 | Alinghi  | Team New Zealand | 3-0      | 0:23     |
| 1 de marzo de 2003    | Alinghi  | Team New Zealand | 4-0      | retirado |
| 2 de marzo de 2003    | Alinghi  | Team New Zealand | 5-0      | 0:44     |